# Guilherme Read Cabral
Guilherme Read Cabral CvTE • ComC (Portsmouth, Inglaterra, 1821 — Ponta Delgada, 18 de Junho de 1897), de seu nome original William Harding Read Junior, foi um político e alto funcionário das alfândegas, cunhado de António Bernardo da Costa Cabral, cujo apelido adoptou quando se naturalizou português. Foi governador civil do Distrito da Horta (de 14 de Setembro de 1893 a 4 de Janeiro de 1894). 

## Biografia
Guilherme Read Cabral foi Director das alfândegas de Ponta Delgada, tendo, sob esse título publicado um Compêndio da legislação fiscal em 1869.
Colaborou com o semanário literário Revista dos Açores e no periódico O paquete do Tejo  (1866-1867).
Entre 1873 e 1874 foi proprietário e redactor do periódico o Cultivador, publicado mensalmente em Ponta Delgada 
Em 1879 publicou o livro de poesias Em pleno Atlântico.
Em 1889 novo livro de poesia inspirado na história de Portugal Glórias e primores de Portugal.
Em 1895 publicou o romance histórico Ângela Santa Clara, e o conto de ficção-científica Um novo mundo.
Em 1897 volta ao tema com um "romance científico" denominado No interior da terra e nas profundezas do mar.
Foi condecorado como Cavaleiro da Ordem Militar da Torre e Espada, do Valor, Lealdade e Mérito e Comendador da Ordem Militar de Cristo.
Foi sócio ordinário da Sociedade de Geografia de Lisboa.